# Asplenium lolegnamense
Asplenium lolegnamense är en svartbräkenväxtart som först beskrevs av Gibby och Lovis, och fick sitt nu gällande namn av Ronald Louis Leo Viane. Asplenium lolegnamense ingår i släktet Asplenium och familjen Aspleniaceae. Inga underarter finns listade.